# Auriveta
Auriveta (italià Olivetta San Michele) és un municipi italià, situat a la regió de la Ligúria. L'any 2007 tenia 255 habitants. Està situat a la Val Ròia, dins de les Valls Occitanes. Limita amb els municipis d'Airole, Brelh de Ròia (Alps Marítims), Castellar (Alps Marítims) i Ventimiglia.

## Administració
| Període | Identitat     | Partit        |
| ------- | ------------- | ------------- |
| 2004-   | Marco Mazzola | Llista Cívica |